# Pickworth (Lincolnshire)
Pour les articles homonymes, voir Pickworth.
Pickworth est une paroisse civile et un village du Lincolnshire, en Angleterre.